# Synagoga w Kłodzku

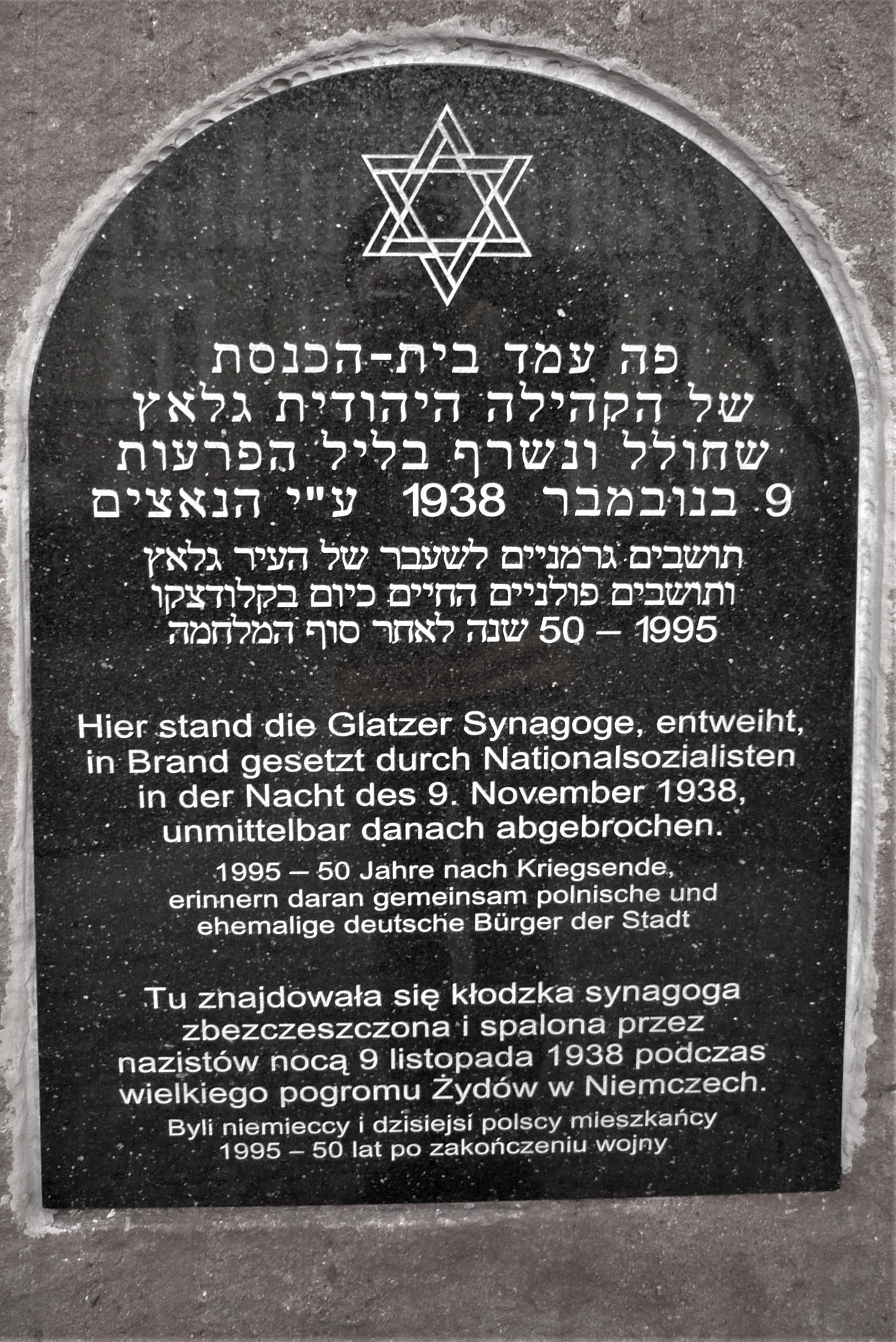
Tablica

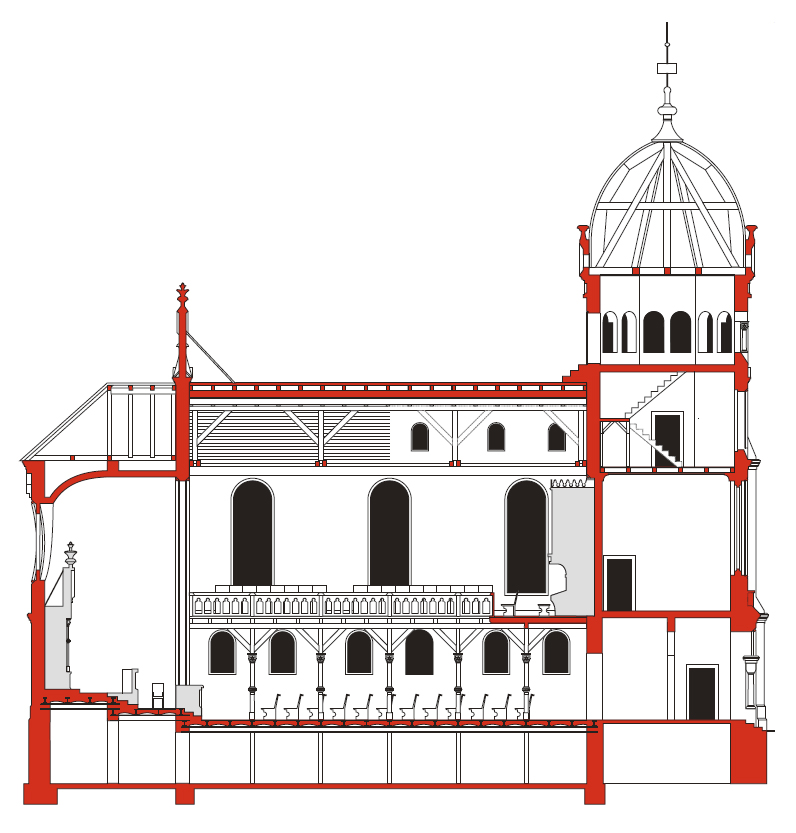
Przekrój podłużny synagogi, rys. Gerhard Roese

Synagoga w Kłodzku – nieistniejąca synagoga znajdująca się w Kłodzku, przy dawnej Grüne Straße, obecnie ul. Wojska Polskiego.

## Historia
Synagoga (Tempel) została zbudowana w latach 1884–1885 z inicjatywy postępowych żydów, według projektu Alberta Graua. Budowę prowadził mistrz Krause z Ząbkowic Śląskich. Poświęcono ją 2 września 1885 roku.
Podczas nocy pogromu, nazywanej też nocą kryształową, z 9 na 10 listopada 1938 roku bojówki hitlerowskie spaliły synagogę. Po zakończeniu II wojny światowej nie została odbudowana.

## Architektura
Murowany budynek synagogi wzniesiono w stylu neomauretańskim, na planie prostokąta. Budowla kształtem nawiązywała do kopułowych synagog we Wrocławiu i Hanowerze, łączących motywy architektoniczne zaczerpnięte ze sztuki niemieckiej doby romanizmu i wczesnego gotyku ceglanego oraz sztuki mauretańskiej. Na jej fasadzie umieszczono tablicę zawierającą deklarację lojalności kłodzkich żydów wobec ówcześnie panującego rządu, a po I wojnie światowej także tablicę z nazwiskami żydowskich bohaterów wojennych z ziemi kłodzkiej. Budynek zwrócony był ku wschodowi – w stronę zniszczonej Świątyni Jerozolimskiej, która dla żydów po dziś dzień ma wielkie znaczenie.
Dawniej synagoga była jednym z najbardziej charakterystycznych i najbardziej oryginalnych budynków w mieście. Jej wyróżniającym elementem była wieża zwieńczona kopułą, znajdująca się bezpośrednio nad przedsionkiem.
Najważniejszym miejscem w świątyni była Święta Szafa (aron ha-kodesz), umieszczona na tej ścianie budynku, która wskazywała kierunek Jerozolimy. W niej przechowywano zwoje Tory, czyli Pięcioksięgu Mojżesza. Innym niezbędnym elementem wyposażenia synagogi była bima, czyli podium otoczone balustradką, na którą prowadziły schodki. Z bimy odczytywano Torę i prowadzono modły.
Kłodzką synagogę należy uznać za wyraz kompromisu pomiędzy nurtem reformowanym i konserwatywnym, gdyż zachowała galerię dla kobiet. Owa galeria miała bardzo praktyczne zastosowanie – kobiety mogły modlić się na niej w swoim gronie, a ich widok nie rozpraszał pogrążonych w modlitewnej refleksji mężczyzn.

## Upamiętnienie
W 1995 roku z inicjatywy Reinharda Schindlera i Peretza Maya i innych dawnych niemieckich mieszkańców miasta z pomocą Edwarda Ossowskiego z Kłodzka upamiętniono tę budowlę, odsłaniając w miejscu, gdzie stała, kamień pamiątkowy z jej wizerunkiem. Dokonała tego dawna żydowska mieszkanka Kłodzka Ruth Prager-Lewin. Treść w trzech językach: polskim, niemieckim i hebrajskim brzmiała:

Tu znajdowała się kłodzka synagoga
zbezczeszczona i spalona przez
nazistów nocą 9 listopada 1938 podczas
wielkiego pogromu Żydów w Niemczech.
Byli niemieccy i dzisiejsi polscy mieszkańcy
1995 – 50 lat po zakończeniu wojny
Od kilku lat osoby zainteresowane dziedzictwem kulturowym i historią Kłodzka, chcąc budować postawy tolerancji, zrozumienia dla odmiennej kultury, tradycji i religii, organizują upamiętnienia rocznicy nocy kryształowej.
W listopadzie 2013 program wydarzenia obejmował m.in.: wykład Tamary Włodarczyk Żydzi niemieccy na Dolnym Śląsku do Nocy Kryształowej, pokaz fotografii Piotra Piluka pt. Ślady obecności i panel dyskusyjny Przeszłość i teraźniejszość Żydów na Dolnym Śląsku z udziałem Artura Hofmana. W lipcu 2015 odbyło się spotkanie z potomkami osób nagrodzonych Medalem Sprawiedliwy wśród Narodów Świata. W Muzeum Ziemi Kłodzkiej był przystanek na szlaku „Muzeum na kółkach”, projektu Muzeum Historii Żydów Polskich Polin. Równolegle w Centrum Kultury Chrześcijańskiej w ramach projektu Biblijne Kłodzko przeprowadzono wykład i przedstawiono reprinty i faksymile najważniejszej Księgi dwóch religii – żydów i chrześcijan.
W listopadzie 2015 Klub Otwartej Kultury zaprosił kłodzczan na chwilę pamięci i zadumy w 77. rocznicę nocy kryształowej. O synagodze mówił Mieczysław Kowalcze, który kilka lat temu zainicjował to wydarzenie. Henryk Grzybowski przedstawił historię gminy żydowskiej i samej synagogi, mówił też o kontakcie z rzeźbiarzem z Darmstadt, Gerhardem Roesem, który podjął zamiar budowy modelu synagogi. W czasie 25. edycji Europejskich Dni Dziedzictwa we wrześniu 2017 pt. Krajobraz dziedzictwa – dziedzictwo krajobrazu przeprowadzono różnorodne działania: grę miejską „Śladami kłodzkich Żydów” przygotowaną przez Grzegorza Sadowskiego i Mieczysława Kowalcze, na cmentarzu żydowskim w Kłodzku Michał Cyprys opowiedział o symbolice i elementach architektury cmentarnej, wykład multimedialny Henryka Grzybowskiego z prezentacją unikalnych zdjęć kłodzkiej synagogi w momencie pogromu. Za te działania Muzeum Ziemi Kłodzkiej zdobyło wyróżnienie. Dla upamiętnienia nocy pogromu w listopadzie 2017 odbył się koncert Od dramatu do nadziei zespołu Awoda.
26 stycznia 2019 z kamienia została skradziona tablica pamiątkowa z treścią w trzech językach. 22 marca 2019 odsłonięto nową kamienną tablicę z poprawionym tekstem.

## Rzeźba-model
W latach 2015–2016 niemiecki artysta rzeźbiarz Gerhard Roese wykonał model synagogi z odlewu aluminium. Zebrane materiały, plany i szkice, wraz z opisem i zdjęciami z dnia spalenia obiektu opublikował w albumie Decalogue on Fire. Zostały one także eksponowane w 2018 na wystawie w muzeum Topografia Terroru w Berlinie oraz opublikowane w katalogu wystawy „Kristallnacht”. Artysta założył na Facebooku grupę Glatz – Der Dekalog in Flammen, mającą polski odpowiednik Kłodzka synagoga. Dekalog w płomieniach.

## Synagoga reviva
W maju 2018 artysta przekazał rzeźbę w darze miastu Kłodzku. Jest ona eksponowana w Muzeum Ziemi Kłodzkiej. W przeddzień 80. rocznicy „nocy pogromu” 8 listopada 2018 w MZK odbyło się upamiętnienie synagogi pod nazwą Synagoga reviva. Gerhard Roese opowiadał o odkryciu przedwojennych negatywów dokumentujących pożar budynku oraz o pracy nad modelem, Henryk Grzybowski zaprezentował po raz pierwszy zdjęcia wnętrza synagogi i opowiedział o losach kobiet pamiętających jej działalność, Shoshany Efrati i Ruth Prager-Lewin, odbył się także koncert pieśni hebrajskich i żydowskich w wykonaniu Sylwii Grzybowskiej.

## Galeria

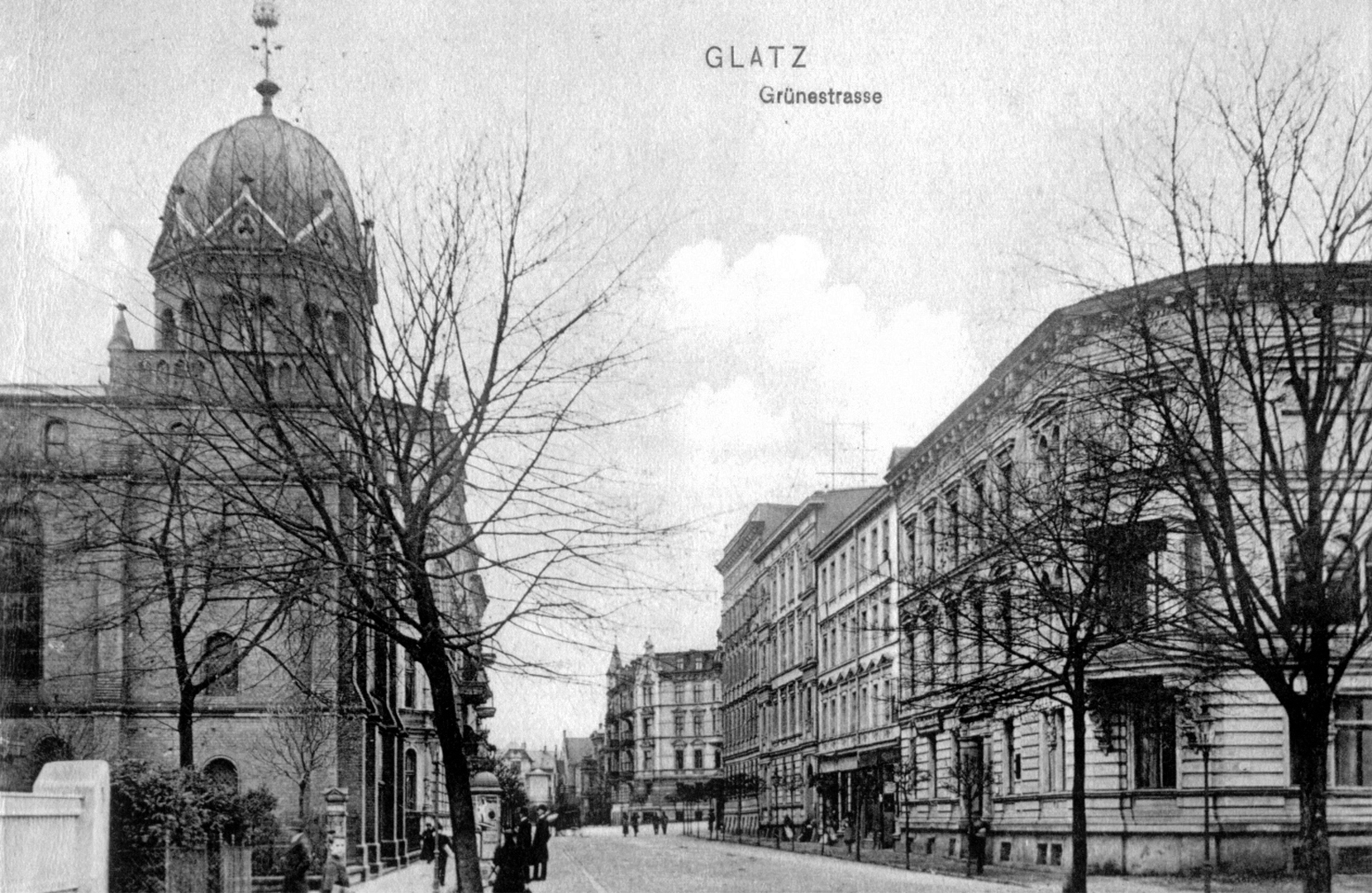
Synagoga (po lewej)
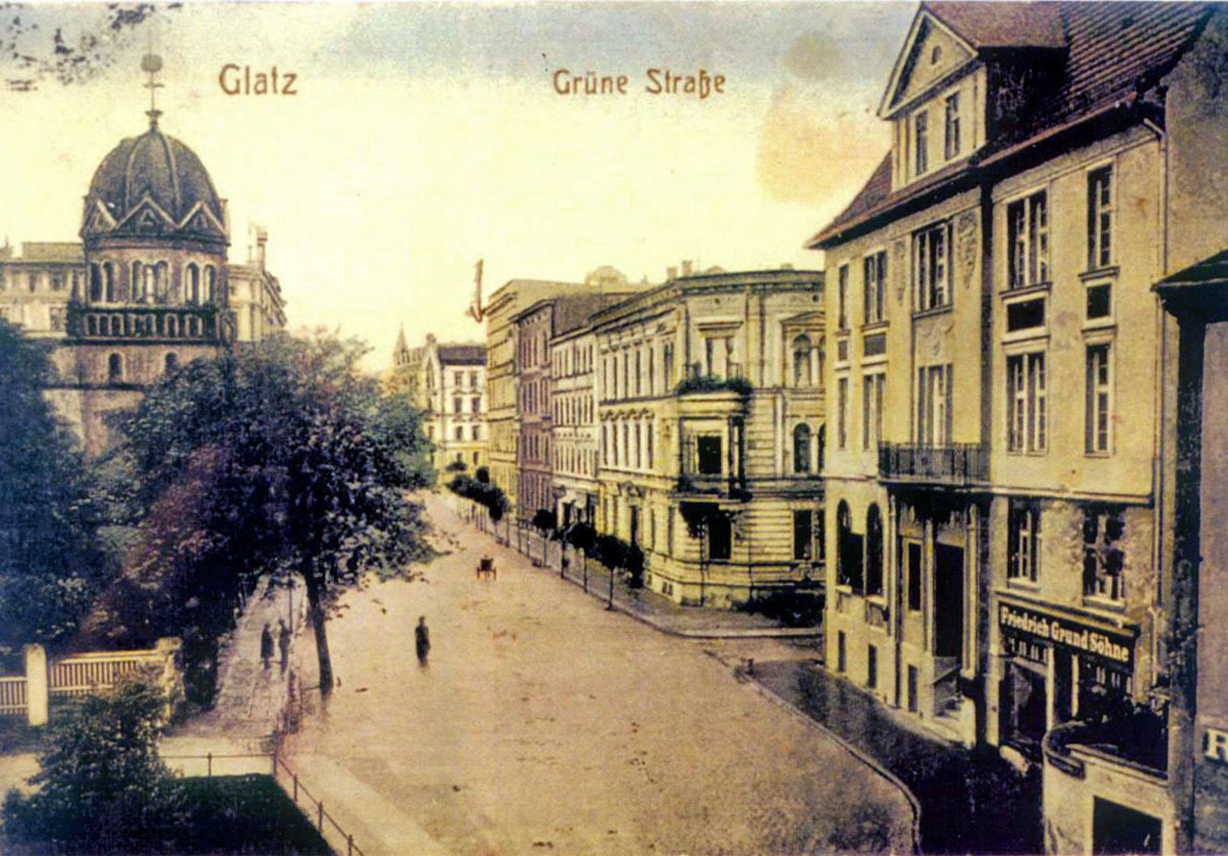
Synagoga (po lewej)
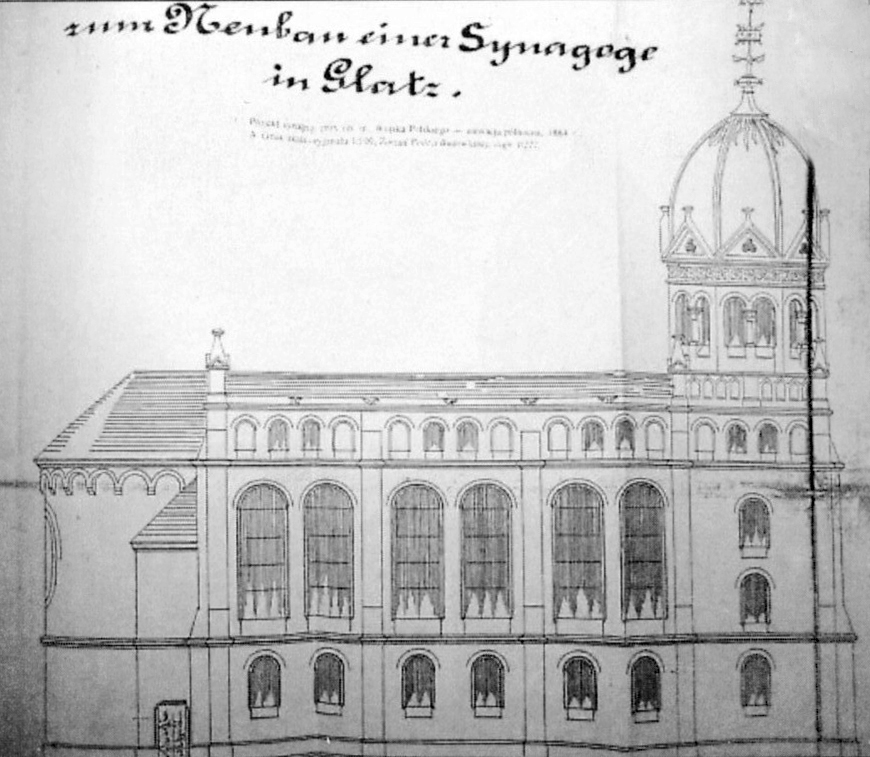
Rzut poziomy fasady zachodniej
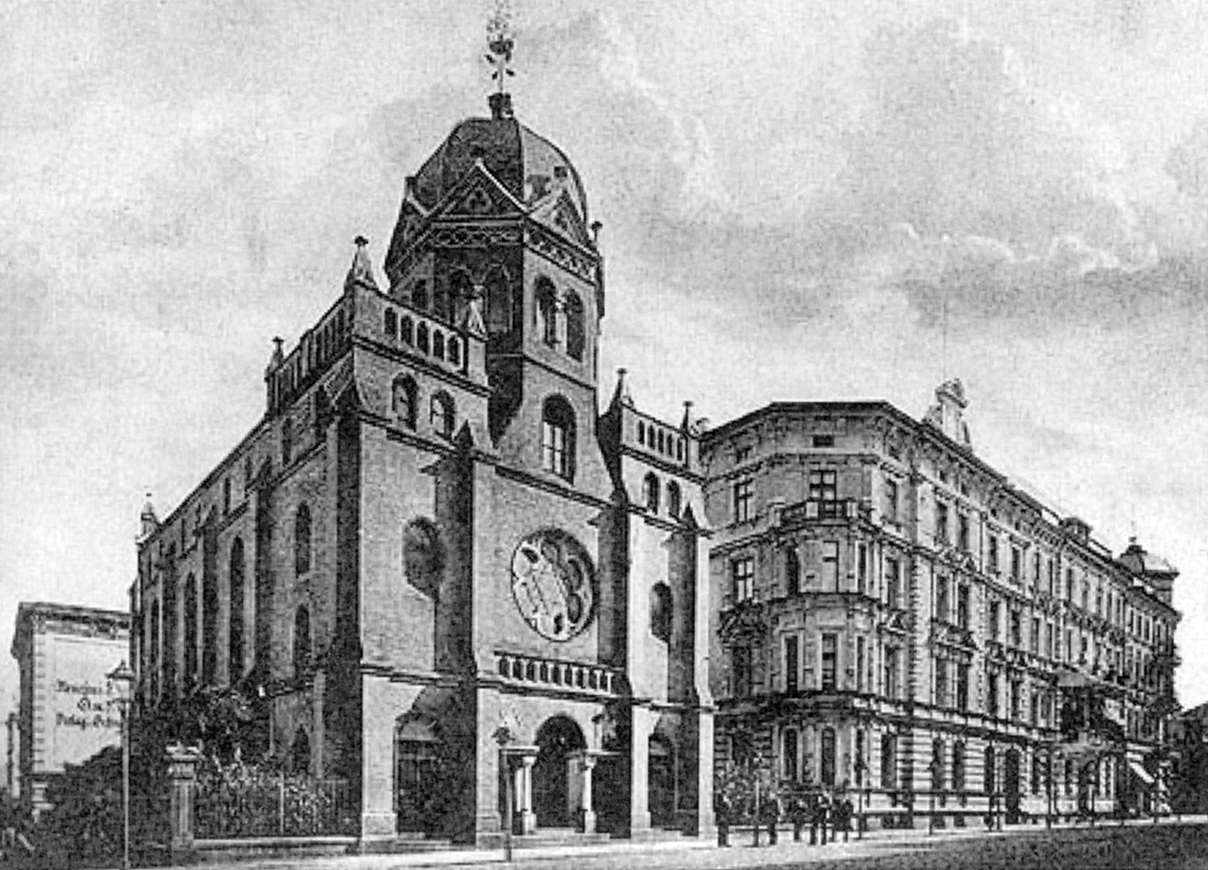
Widok od północnego zachodu
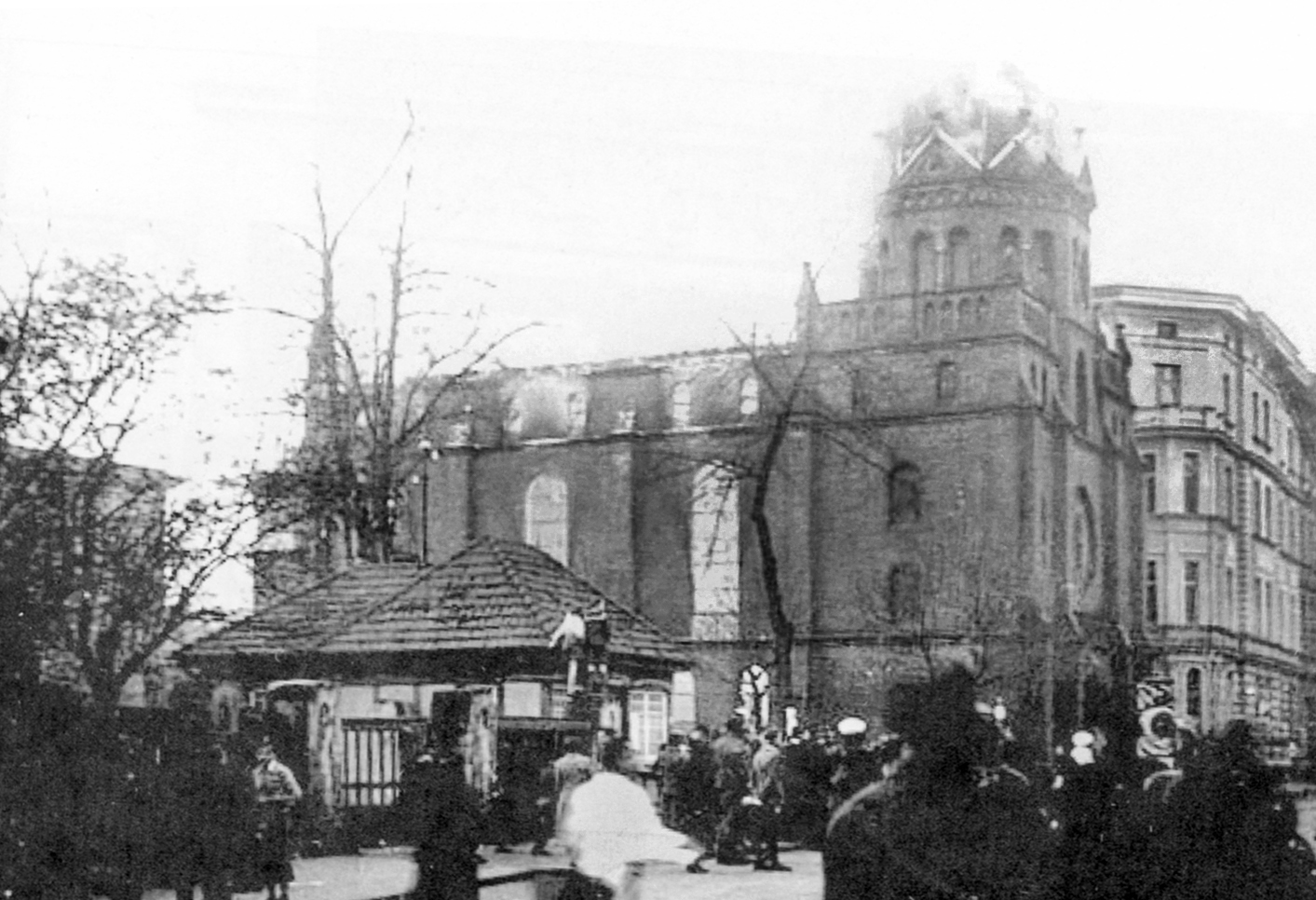
Synagoga nazajutrz po nocy kryształowej
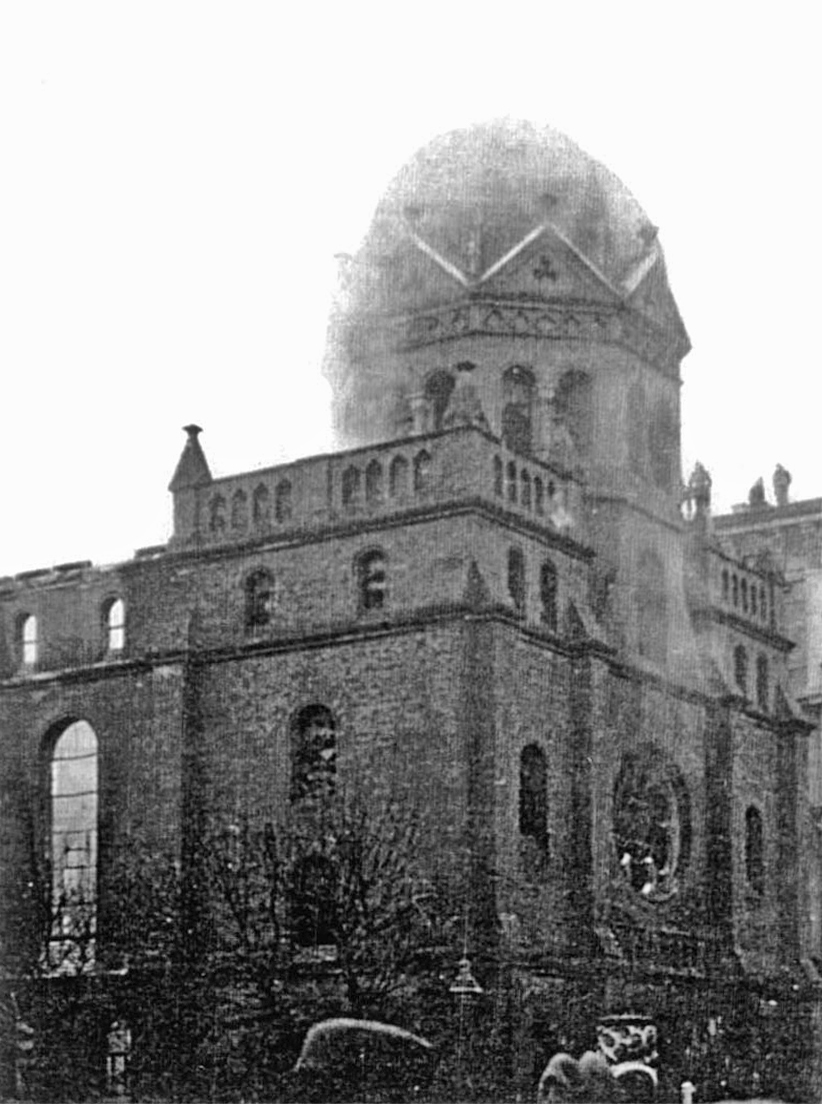
Synagoga nazajutrz po nocy kryształowej
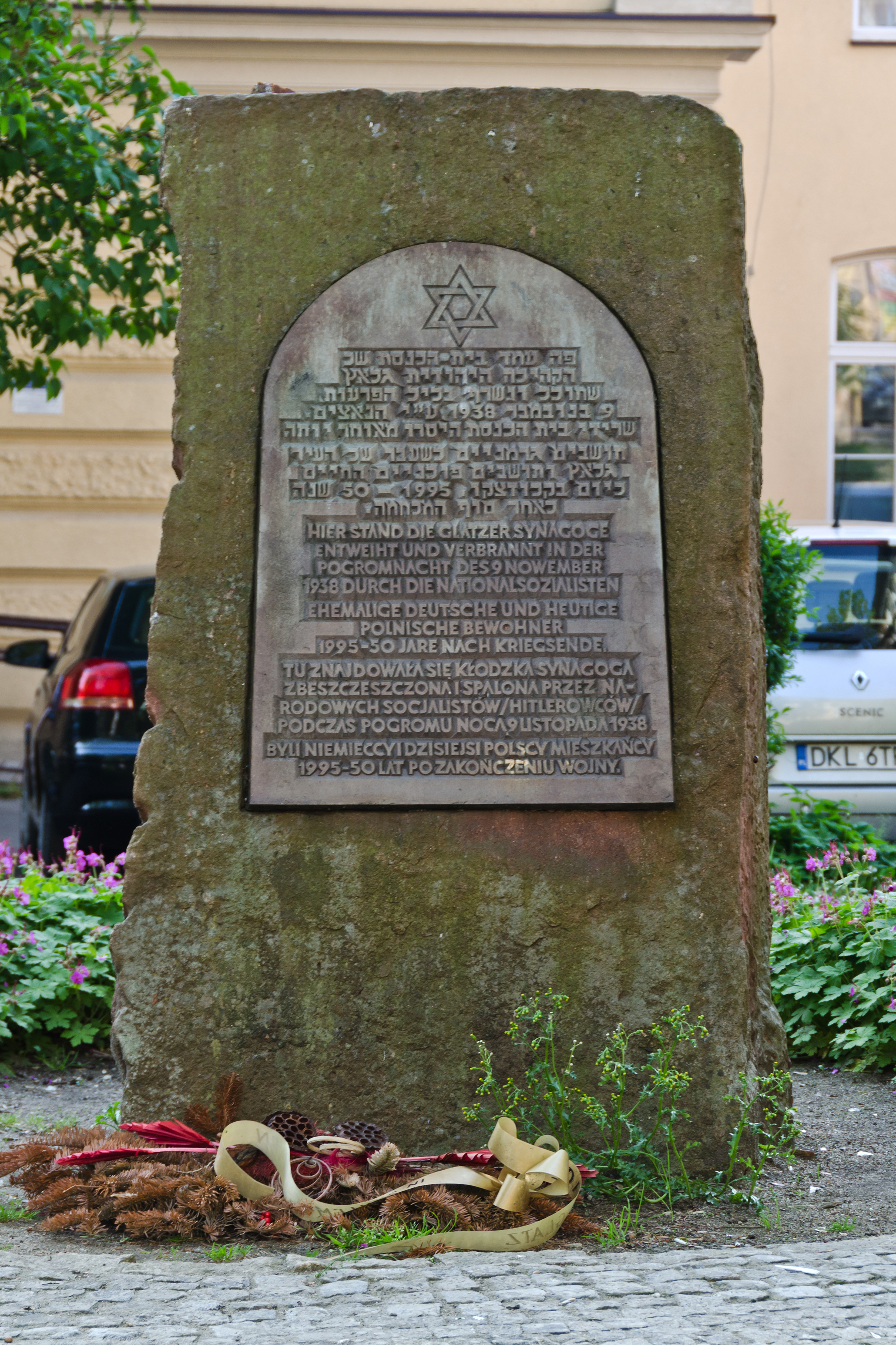
Kamień w miejscu synagogi
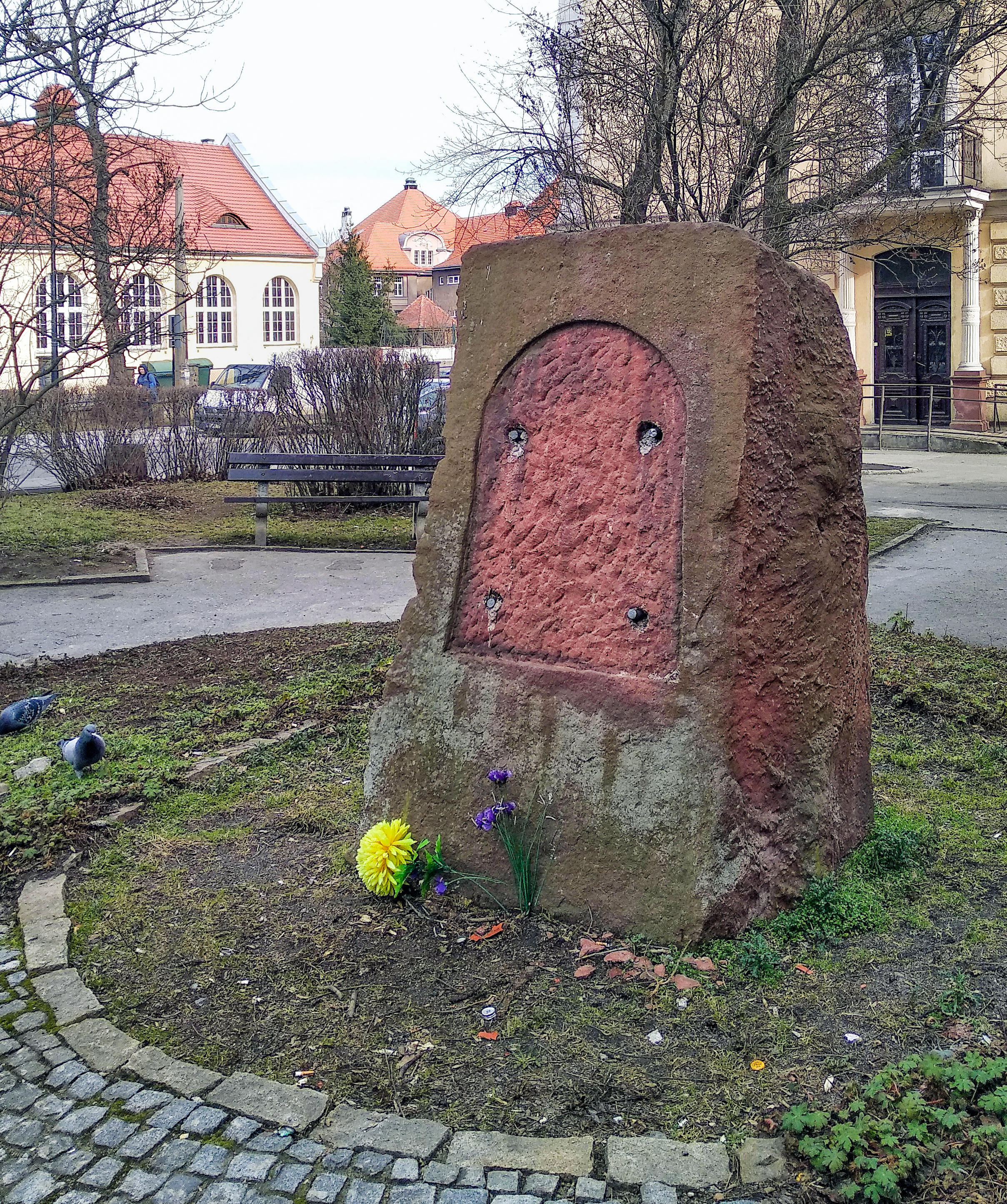
Kamień pamiątkowy po synagodze bez tablicy